# Sirin
Een Sirin (Russisch: Сирин) is een mythologisch wezen in de Slavische mythologie. 
Een Sirin is een vogel, meestal een uil, met een vrouwengezicht. De naam komt van de Griekse halfgodinnen Sirenen, die ook het lichaam van een vogel en het gezicht van een vrouw hadden. Volgens de mythe leefden deze wezens in het Hof van Eden of langs de Eufraat. De Sirins zongen heilige liedereren over toekomstig geluk. Deze liederen waren voor mensen echter gevaarlijk. Wie het gezang van een Sirin hoorde, vergat alles, liet zich letterlijk en figuurlijk meevoeren, en vond daarna de dood. Volgens de legende konden kanonnengebulder of kerkklokken Sirins afschrikken.
Een Sirin wordt doorgaans opgevat als een vogel die treurnis en verdriet symboliseert en is daarmee tegenhanger van de Alkonost, een vogel die geluk en hoop symboliseert. Een Sirin wordt soms gezien als een metafoor voor het woord Gods dat zich in de menselijke ziel nestelt. Ook wordt een Sirin gezien als een metafoor voor ketterij, waarbij een Sirin zwakken op de proef stelt. In de Russische folklore wordt Sirin gezien als Efrem de Syriër, reden waarom een lyricus als Nikolaj Kloejev een Sirin zag als een synoniem voor een dichter.
Vladimir Nabokov schreef zijn eerste romans en gedichten onder het pseudoniem Vladimir Sirin.

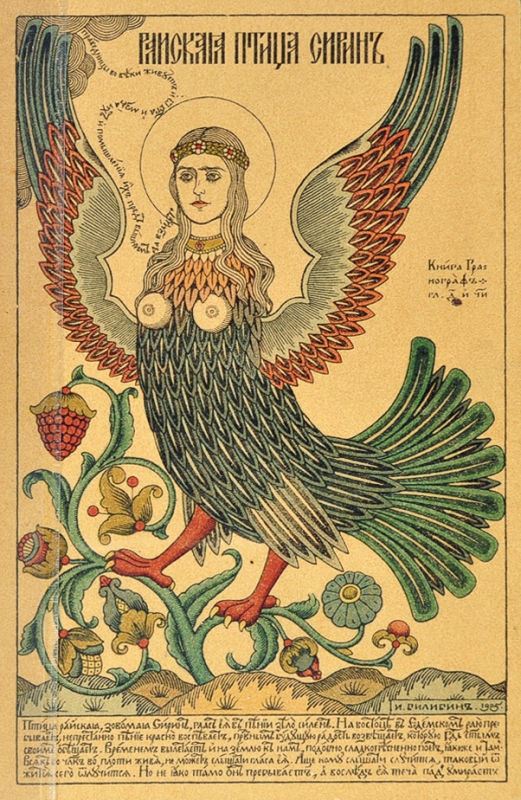
Schilderij van Ivan Bilibin met een Sirin
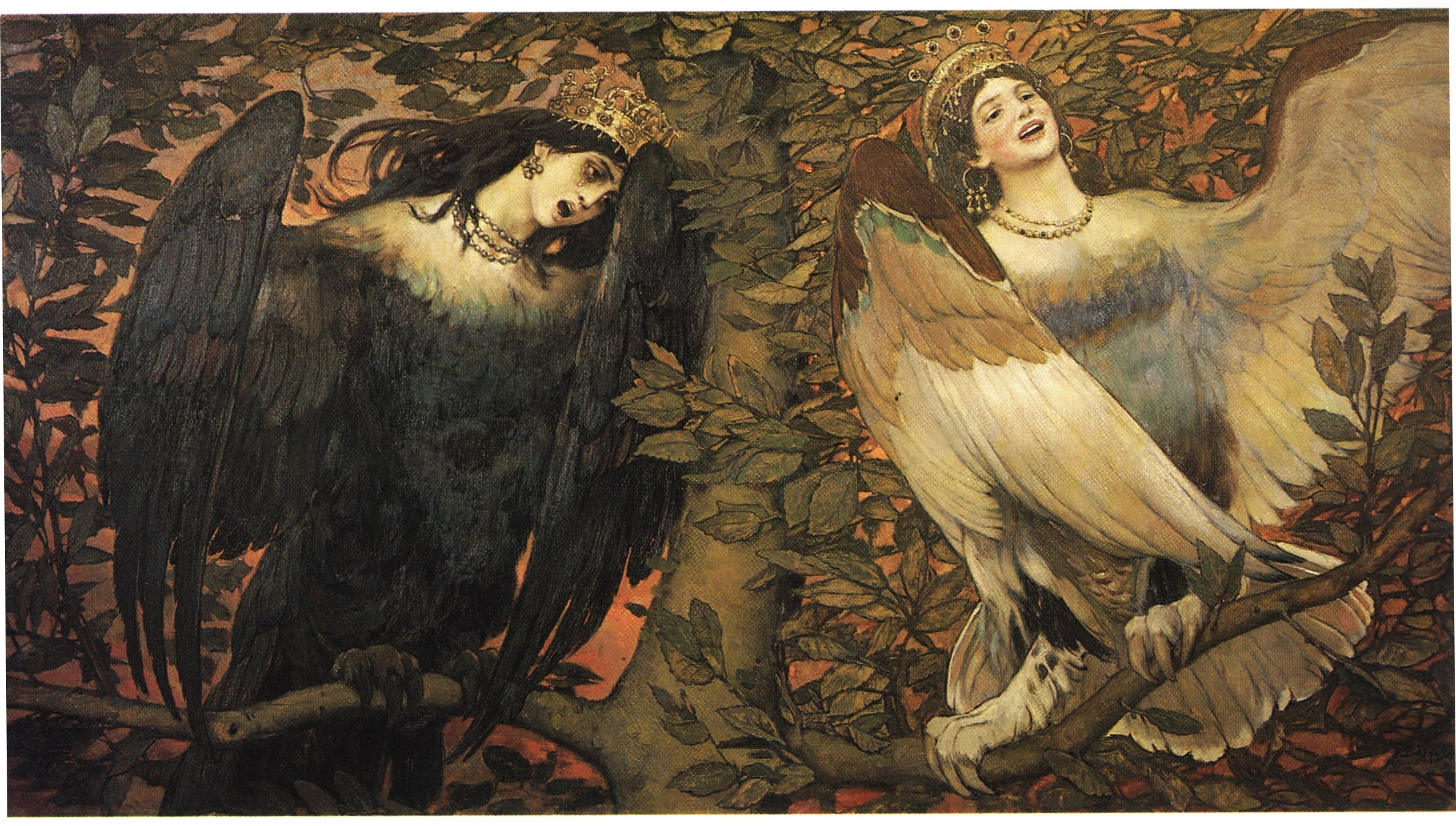
Schilderij van Viktor Vasnetsov (1896) met links een Sirin en rechts een Alkonost
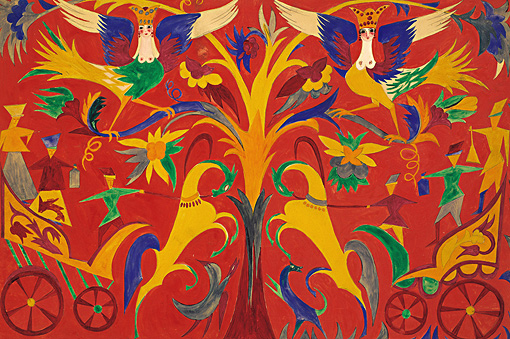
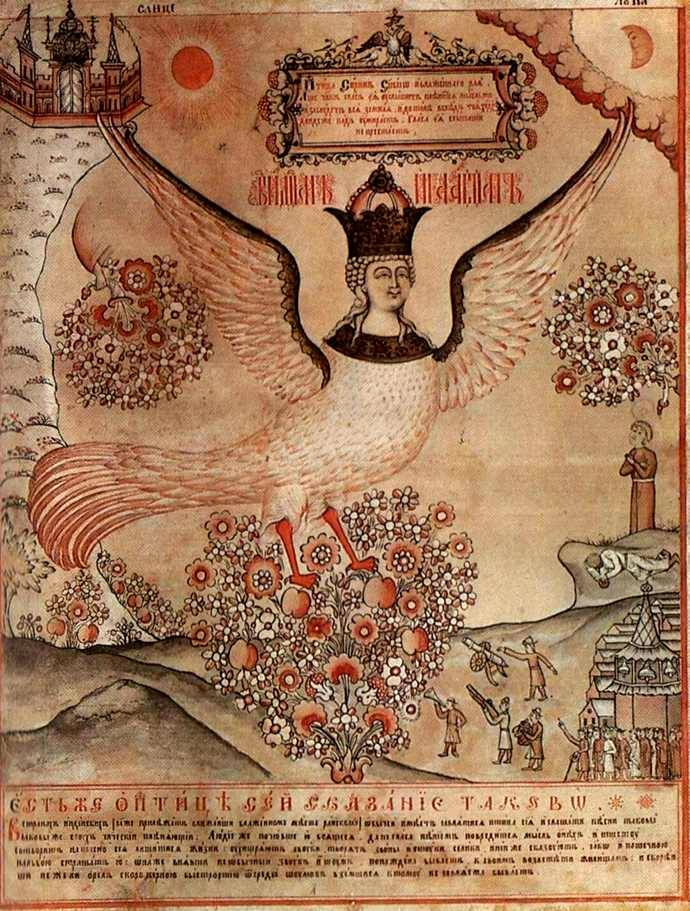